# Nauplius aquaticus
Nauplius aquaticus, comummente conhecida como pampilho-de-água, é uma espécie de planta com flor, pertencente à família das Asteráceas e ao tipo fisionómico das terófitas.
A autoridade científica da espécie é (L.) Cass., tendo sido publicada em Dict. Sci. Nat., ed. 2. (F. Cuvier) 34: 273. 1825.

## Nomes comuns
Além do substantivo «pampilho-de-água», esta espécie dá ainda pelos seguintes nomes comuns: pampilho-aquático e asterisco-da-água.

### Etimologia
Quanto ao nome científico desta espécie:
- O nome genérico, Nauplius, provém do grego clássico, ναύπλιος , e servia para aludir a certos tipos de crustáceos, no seu estado larval.[6]

- O epíteto específico, aquaticus, provém do latim, ăquātĭcus, e que significa «de água; que habita junto à água; aquático».[7]

## Descrição
Espécie anual de revestimento seríceo-tomentoso.
Do que toca aos caules, estes podem medir até 50 cm, são erectos e tanto podem ser simples ou ramificados na parte superior, geralmente contando com ramos laterais que ultrapassam o eixo principal. 
Quanto às folhas, são inteiras, de feitio oblongo-lanceolado, oblongo, obovado ou espatulado, sendo frequentemente conduplicadas.
Relativamente às brácteas, as involucrais externas são mais longas do que as internas, ostentando um formato oblongo-lanceolado, plano ou conduplicado.
As flores dos pampilhos-de-água são hemiliguladas, de coloração amarela ou amarelo-dourada, ostentando limbo com 1 faixa longitudinal larga uniformemente serícea na face inferior. 
Os aquénios dessas flores hemiliguladas são vilosos. 
O pampilho-de-água floresce e frutifica de Abril a Junho.

## Distribuição
O pampilho-da-água marca presença em variados territórios da orla mediterrânica e da Macaronésia.

### Portugal
Trata-se de uma espécie presente no território português, nomeadamente no em Portugal Continental e no Arquipélago da Madeira.
Do que toca à sua distribuição em Portugal Continental, marca presença nas zona da Terra Quente Trasmontana; em todas as zonas do Centro-Oeste, salvo o Centro-Oeste arenoso; do Centro-leste de campina; do Centro-sul arrabidense; em todas as zonas do Sudeste; e em todas as zonas algarvias.
Em termos de naturalidade é nativa da região atrás indicada.

### Ecologia
Trata-se de uma espécie ruderal, que pulula nos ermos de matorrais ou em charnecas sáfaras e às vezes, ainda, nas cercanias de florestas.

## Protecção
Não se encontra protegida por legislação portuguesa ou da Comunidade Europeia.